# 久才弥
久才弥，吐蕃早期苯教僧侣，为吐蕃第一代赞普聂赤赞普御前第一位护身本教师长（古辛）。
苯教史籍《古代吐蕃缘起之要义论》记载，在聂赤赞普时，已有苯教，另一些材料说苯教始于其子第二代木赤赞普时。赞普御前有护身苯教徒“古辛”为侍者，被称为“智慧因本”。从久才弥开始，至松赞干布之父囊日松赞时一直设有“古辛”之职。后来松赞干布奉行佛教，于是废除。